# 질 계곡
질 계곡(Sihl Valley, 이탈리아어: Sihltal)는 강 계곡이며, 스위스 취리히주의 호르겐 지역에 위치한 치머베르크 -질탈 지역에 속한다. 일반적으로 질탈은 질 계곡 하류의 이름으로 사용된다. 즉, 취리히의 남서쪽에 있는 지역이다.

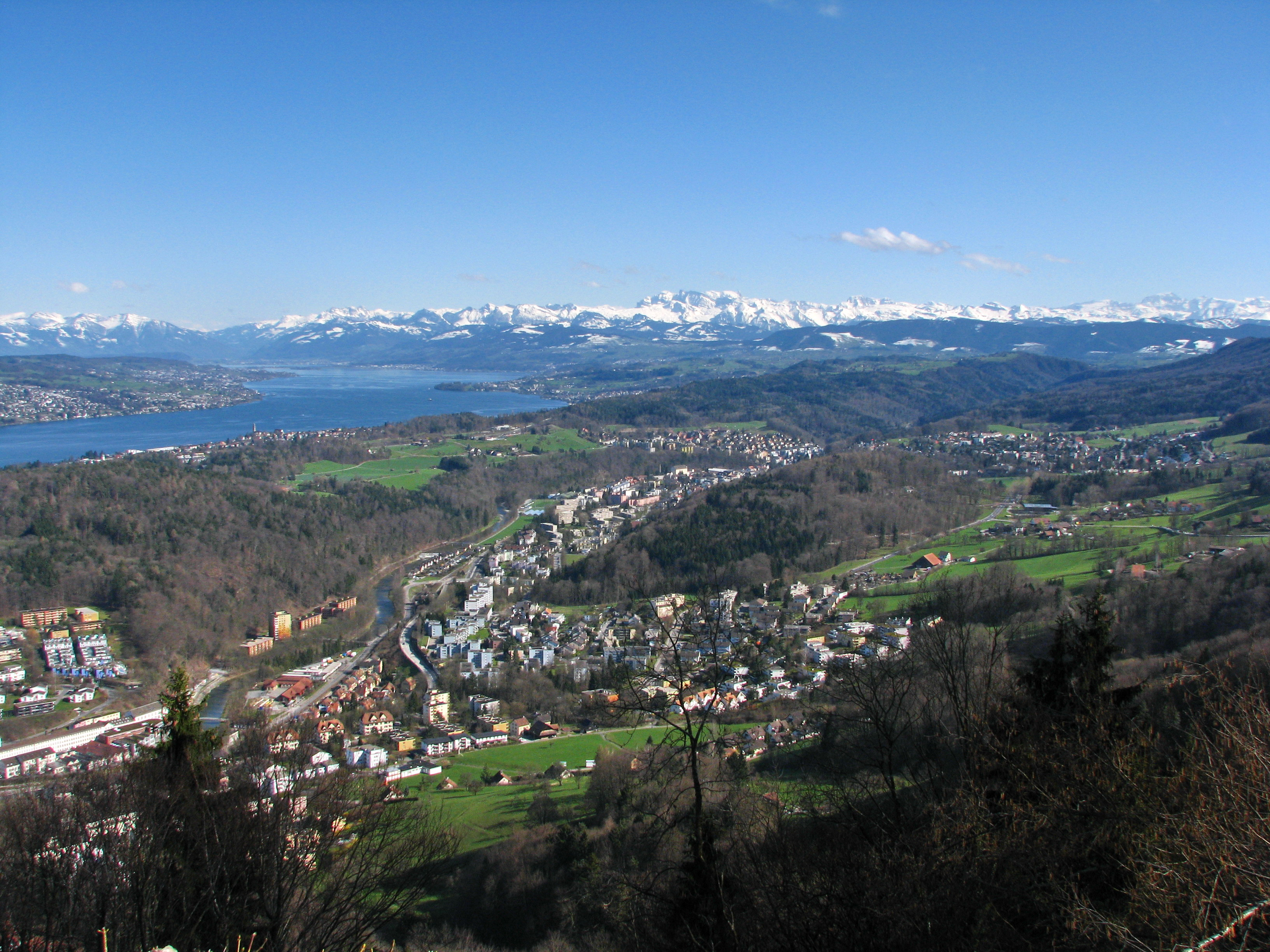
펠젠엑에서 본 남동쪽으로 질 계곡, 아들리스빌, 랑나우 암 알비스, 치머베르크와 취리히 호수

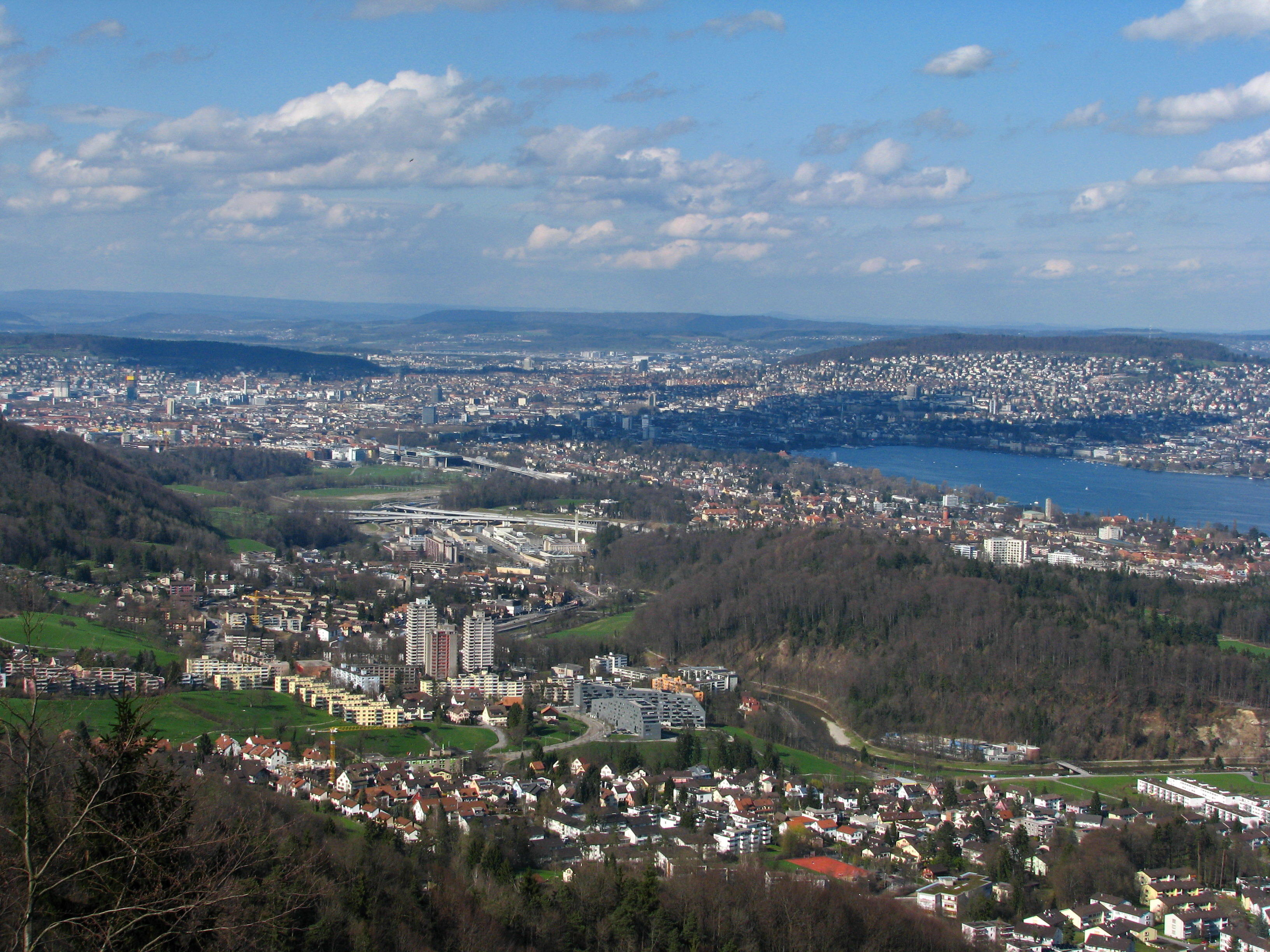
질 계곡

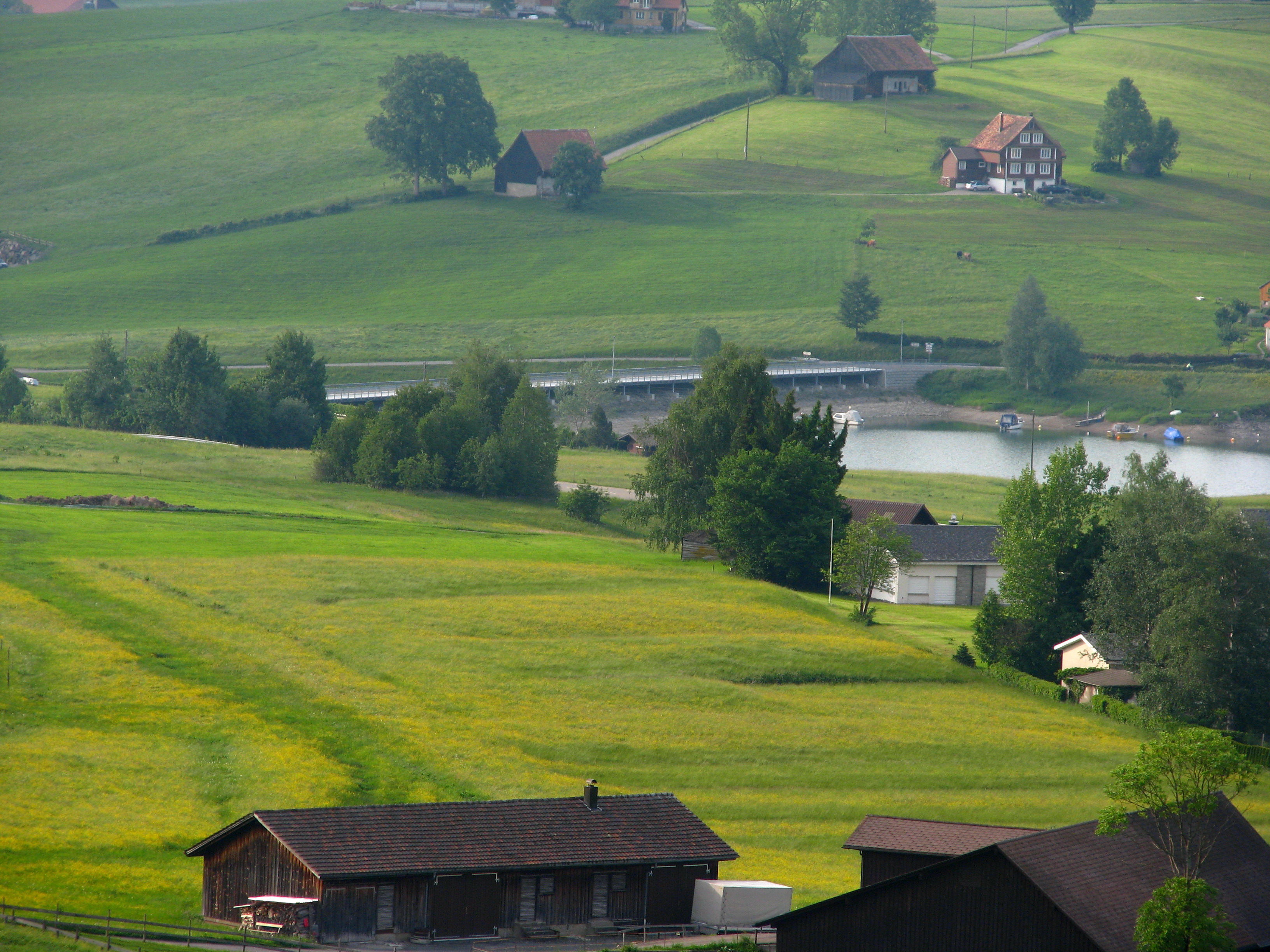
질 호수댐

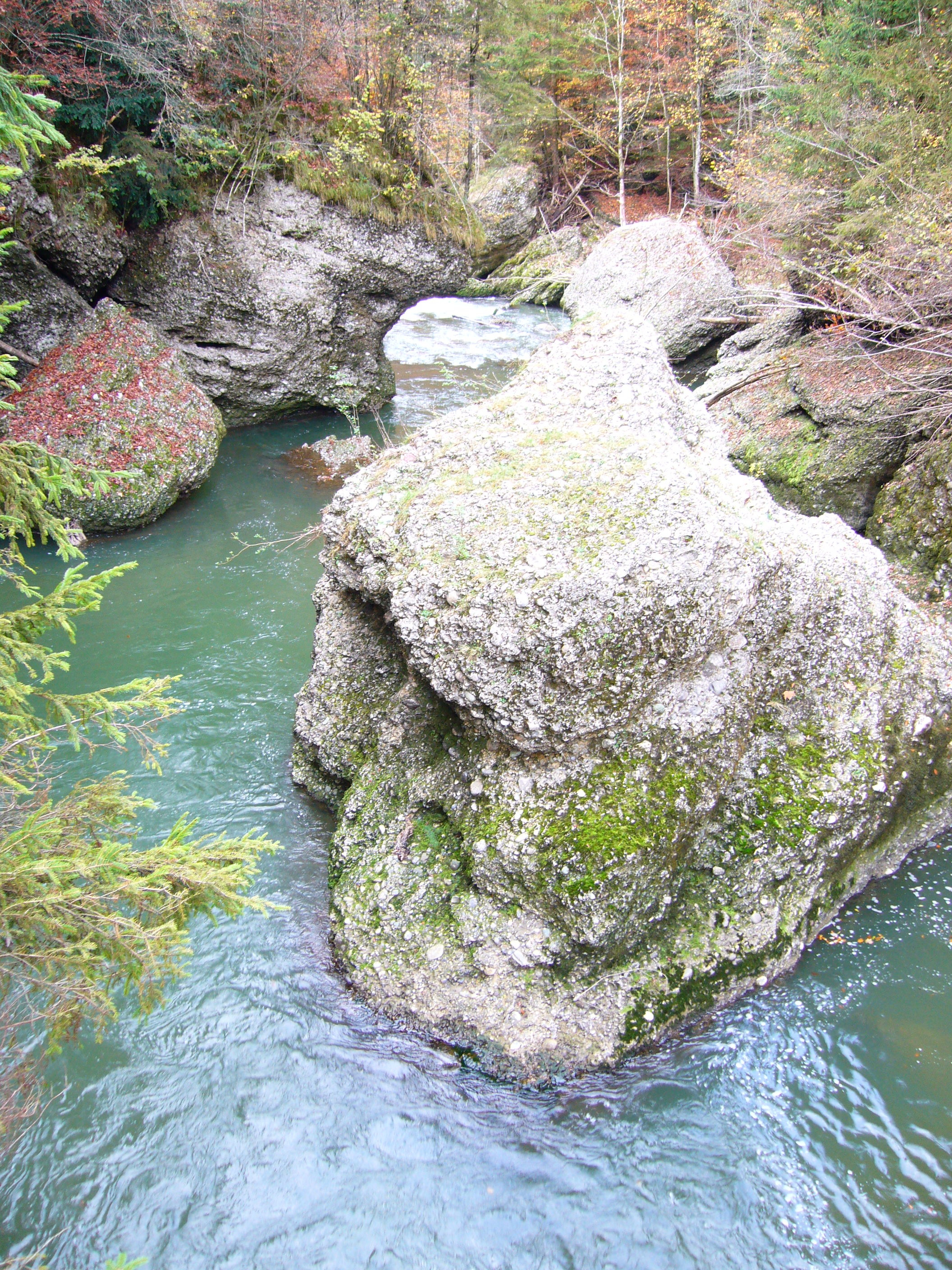
질강

## 지리
취리히 호수 옆 지역은 빙하기 빙하의 왼쪽 빙퇴석으로 형성되었으며, 그 바닥은 현재 취리히 호수와 질 계곡이 있다. 질 계곡은 광범위하게 수목이 우거져 있지만, 경작지이기도 하고 낮은 지역에서도 인구가 많다. 질강(독일어 발음: [ˈsiːl])은 슈비츠(SZ)와 취리히(ZH) 주에 위치한 68km 길이의 강의 이름이다. 계곡은 아인지델른(SZ) (상부 질 계곡), 호르겐(ZH) 및 취리히 지역의 일부를 손상시킨다. 계곡 지역은 약 250k㎡로 구성되어 있다.

### 질 계곡 상류
질은 슈비츠주의 호흐-Ybrig 근처 드루스베르크에서 상승하고, 아인지델른 근처의 8.5km 길이의 질 호수, 비버브루크 및 신델레기 근처의 쉬네크를 통과한다.

### 질 계곡 하류
이제 치머베르크와 알비스 체인 사이의 계곡을 통해 흐르는 쉐넨베르크에 위치한 질스프룽이라는 급류와 휘텐을 지나는 잠슈타게른 근처의 취리히주에 들어간다. 질브루크 근처에서 강은 질부르크와 취리히-라임바흐 사이에 위치한 스위스 고원에 남아 있는 가장 큰 낙엽 활엽수림인 질발트를 지난다. 취리히 중앙역 아래 취리히의 질이 흐른다.– 기차역의 일부는 스위스 국립 박물관에 위치한 플라츠슈피츠 공원의 리마트강에 합류하기 전에 질 아래에 건설되었다.
연구에 따르면 실제의 콘크리트 댐이 무너지면 8m의 높은 홍수가 스위스에서 가장 큰 도시인 취리히시에 1시간 30분(라임바흐)에 도달할 수 있다. 2시간 및 취리히-알슈테텐 (3시간 이내).

## 식생
플로리스트 매핑의 일부로 취리히시와 회로넨 사이의 실 계곡 영역은 249k㎡의 면적에 취리히 보존 연구소에서 매핑했다. 소위 보고서 〈취리히시에서 동굴까지 질탈 계곡의 꽃〉에는 611개의 빈번한 작물 및 관상용 식물 또는 기껏해야 국지적으로 단기적으로 야생에서 자라는 우연히 도입된 종을 포함하여 2109종이 포함된다. 1498종이 안정적인 개체군이 존재하거나 지난 160년 동안 적어도 30년 동안 존재했다. 그중 177개 또는 13%가 현재 멸종되었으며 284개가 다시 도입되어 도입되었다. 전체적으로 식물상은 종 다양성이 증가했지만, 이전 종의 42%가 감소했으며 30%만이 증가 추세를 나타낸다.

## 레크레이션
질탈은 잘 알려진 레크리에이션 지역이며 질을 따라 그리고 회로넨, 알비스 – 펠제네크 및 치머베르크 체인 사이의 주변 언덕에서 하이킹과 자전거 여행으로 유명하다.

## 치머베르크-질탈 지역
“치머베르크 –질탈 지역”이라는 용어는 일반적으로 취리히 호수의 킬히베르크 – 리히터스빌 – 잠슈타게른과 질 계곡 사이의 산, 지역 및 고원을 나타낸다. 이 지역에는 아들리빌, 히르첼, 호르겐, 휘텐, 킬히베르크, 랑나우 암 알비스, 오버리덴, 리히터스빌, 뤼시리콘, 잠슈타게른, 쇠넨베르크, 질브루크, 탈빌과 배덴스빌의 각 마을이 포함된다.

## 교통
낮은 질 계곡은 우수한 지역 교통망을 갖추고 있다. 치머베르크 버스 노선과 질탈 취리히 위틀리베르크 철도(SZU)는 루프트자일반 아들리스빌 -펠젠엑 (단기 또는 일반적으로 LAF) 외에도 질 계곡에서 지역 대중교통을 제공한다. 펠젠네크반), 아들리스빌과 펠제네크를 연결하는 공중 트램웨이. 질브루크 기차역은 스위스 연방 철도 – 고트하르트 철도와 질탈 취리히 위틀리베르크 철도(SZU) 철도의 연결 지점이다. 실브루그 도르프(질바트)는 S4 노선 (SZU)에 있는 취리히 S-Bahn의 종착역이며 S21 노선에서 취리히 중앙역(VBZ)까지 가는 정류장이다. 취리히시 인근에 있는 교통 회사 취리히에서 추가 버스 노선을 이용하실 수 있다. 또한 추크와 취리히주 사이의 A4 고속도로와 취리히, 추크, 랑나우 암 알비스 및 바덴스빌(히르젤 고개)까지 이어지는 질탈의 5개 지역 도로의 터미널로서도 중요하다.